# David McKee Hall

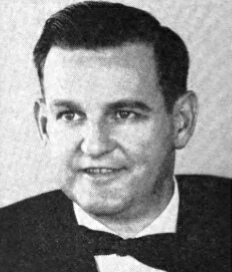
David McKee Hall in 1959

David McKee Hall (* 16. Mai 1918 in Sylva, Jackson County, North Carolina; † 29. Januar 1960 ebenda) war ein US-amerikanischer Politiker. In den Jahren 1959 und 1960 vertrat er den Bundesstaat North Carolina im US-Repräsentantenhaus.

## Werdegang
David Hall besuchte die öffentlichen Schulen seiner Heimat. Nach einem anschließenden Jurastudium an der University of North Carolina in Chapel Hill und seiner 1948 erfolgten Zulassung als Rechtsanwalt begann er in Sylva in diesem Beruf zu arbeiten. Er fungierte außerdem als juristischer Vertreter seiner Heimatstadt und einiger anderer Orte im Jackson County. Im Jahr 1952 wurde er Mitglied im juristischen Komitee des zwölften Gerichtsbezirks von North Carolina. Damals gründete er die Jackson County Savings & Loan Association, deren Sekretär er wurde. 1953 rief er auch die Firma Jackson County Industries Inc. ins Leben und war anschließend deren Präsident.
Politisch war Hall Mitglied der Demokratischen Partei. 1955 zog er in den Senat von North Carolina ein. Zwischen 1955 und 1958 gehörte er der Wasserkommission seines Staates an. Bei den Kongresswahlen des Jahres 1958 wurde Hall im zwölften Wahlbezirk von North Carolina in das US-Repräsentantenhaus in Washington, D.C. gewählt, wo er am 3. Januar 1959 die Nachfolge von George A. Shuford antrat. Dieses Mandat konnte er nur ein Jahr lang bis zu seinem Tod am 29. Januar 1960 ausüben.